# Uintatherium
Uintatherium is een geslacht van uitgestorven grote zoogdieren uit het Eoceen en behoort tot de nu uitgestorven groep Dinocerata, die 56 tot 38 miljoen jaar geleden in het Midden-Eoceen in Noord-Amerika en Oost-Azië leefde. Het leek op de neushoorns van vandaag en was een van de eerste grote vormen van zoogdieren na het uitsterven van de dinosauriërs. De schedel, die drie paar benen hoorns had, was karakteristiek, net als de sabelachtige hoektand van de bovenkaak. Uintatherium voedde zich met zacht plantaardig voedsel. Het geslacht bereikte een zekere mate van erkenning door zijn ontdekkingsgeschiedenis, die begon in 1872 en in de loop waarvan het werd beschreven door drie verschillende onderzoekers bijna gelijktijdig onder verschillende namen..

## Beschrijving
Fossielen van dit hoefdier zijn gevonden in afzettingen van Eocene ouderdom in de Uinta-bergen van Utah. Uintatherium had een schouderhoogte van twee meter en een lengte van vier meter. Op de grote schedel zaten zes hoorns: twee boven de ogen, twee bij de bek en twee boven op de kop. Wat betreft zijn bouw leek Uintatherium op een moderne neushoorn. Verwanten van dit grote hoefdier overleefden tot aan het Vroeg-Oligoceen, waarna de uintatheriën werden vervangen door andere hoefdieren zoals neushoorns.
Uintatherium was naast Eobasileus een van de grootste vertegenwoordigers van de Uintatheriidae, uitgestorven vroege hoefdieren. Over het algemeen had hij een massieve, nogal ton- of rolvormige lichaamsbouw en bereikte, volgens sommige gereconstrueerde museumskeletten, een hoofd-lichaamslengte van 3,1 tot 3,2 meter, met een schouderhoogte van ongeveer 1,6 meter. Het gewicht wordt geschat op 1500 tot 2000 kilogram, waardoor het iets lichter is dan Eobasileus. De gedrongen, olifantachtige benen eindigden elk in vijf stralen met hoeven.
De schedel bereikte een lengte van negenenzestig tot vijfentachtig centimeter en was erg vlak, maar ook erg breed. Het verschilde van andere grote Uintatheriums in zijn algemene verhoudingen. Uintatherium had een vrij korte rostrum, maar een langere achterste schedel. Het achterhoofdsbeen was verlengd en langwerpig, van achteren gezien had het een opvallend rechthoekige tot vierkante vorm. Het neusbeen lag duidelijk boven het middelste kaakbeen en was vaak iets naar beneden gericht, vergeleken met het voorhoofdsbeen had het een duidelijk verlengde lengte. De orbita bereikte vrij grote afmetingen. Opvallende kenmerken van Uintatherium waren drie paar hoorns op de schedel, die werden gevormd door benige uitgroei. Het belangrijkste paar hoorns zat op de voorste punt van het neusbeen en was erg laag, het bestond uit slechts twee lichte bultjes. Het middelste, vaak erg langwerpige paar, was verbonden met het achterste uiteinde van het maxillaire bot en stak uit het diasteem tussen de hoektanden en de achterste tanden. Het achterste en ook vrij hoge hoornpaar raakte daarentegen de os parietale poten.
De onderkaak was zeer robuust, met een lengte van negenenveertig tot vierenvijftig centimeter, maar relatief kort in vergelijking met de schedel. Aan de onderkant waren er gedeeltelijk massieve, naar beneden uitstekende en convex gevormde beenuitwassen. Het botlichaam bereikte een hoogte van maximaal 12,5 centimeter, kenmerkend lagen de gewrichtseinden duidelijk ver uit elkaar. De symfyse was sterk en tot vijftien centimeter lang. Het gebit werd gekenmerkt door enkele opvallende verminderingen, dus de bovenste snijtanden waren over het algemeen niet gevormd. De tandformule was dienovereenkomstig: {\displaystyle {\frac {0.1.3.3}{3.1.3.3}}}. De onderste snijtanden waren erg klein van vorm maar hadden twee conische knobbels achter elkaar. De onderste hoektand was ook vrij klein en leek op de snijtanden. De bovenste hoektand bereikte daarentegen enorme afmetingen. Over het algemeen was het sabelachtig plat, tot 6,6 centimeter lang en 2,9 centimeter breed aan de basis, en naar achteren gebogen. De totale lengte bereikte achttien centimeter, gemeten over de buitenkromming zelfs dertig centimeter, zodat het aanzienlijk voorbij de onderkaak uitstak. De onderste beengroei op de onderkaak diende om deze tand te beschermen. De achterste tanden werden gescheiden van de voorste door een groot diasteem van maximaal elf centimeter. Drie premolaren werden gevormd per mandibulaire boog, de eerste was zeer zeldzaam, die vervolgens erg klein was en direct aan de hoektand werd bevestigd vóór het diastema. Premolaren en kiezen waren relatief klein en laagkronig (brachyodont), de laatste kies werd maximaal 4,5 centimeter lang. Het kauwoppervlak werd gekenmerkt door twee dwarse emailgroeven (bilophodont), het kenmerk was de vorming van een V-vormige emailgroef op de maxillaire tanden, wat typisch is voor vroege zoogdieren.
Het postcraniale skelet is grotendeels volledig bekend. Vooral de wervelkolom lijkt op die van de slurfdieren, maar de halswervels waren relatief langer en het heiligbeen bestond in het algemeen uit vier wervels. Het bovenarmbeen werd tot zestig centimeter lang, het onderarmbeen tot achtenvijftig centimeter. Het bekken was tot honderdtwintig centimeter over de uiteinden gemeten en was daarom erg breed en vrij laag. Het dijbeen was eenenzeventig centimeter lang en had meestal geen derde trochanter. Het scheenbeen was tot vijftig centimeter lang. Alle ledematen eindigden in vijf stralen. Zowel de voor- als achterpoten waren vrij breed en kort, ook hier was de structuur erg vergelijkbaar met die van de slurfdieren.

## Fossiele vondsten
De meeste fossiele vondsten komen uit de Amerikaanse staat Wyoming en werden gevonden in het bovenste gedeelte van de Bridger-formatie (secties C en D), die tot het Midden-Eoceen behoort, hoewel bevindingen uit het begin van het bovenste Eoceen ook bekend zijn. De Bridger-formatie is wijdverbreid in het Bridger- en Washakie-bassin in het zuiden van Wyoming en wordt krachtig tot 200 meter. De eerste vondsten dateren uit de jaren 1870 en 1880, en alleen in deze onderzoeksperiode, die viel in de periode van de vete van Cope-Marsh, die belangrijk was vanuit een onderzoeksstandpunt, werden talloze fossiele resten gevonden, waaronder ongeveer twintig schedels of schedelfragmenten en honderden botten van postcraniale skeletten, inclusief die met volledige voor- en achterpoten. Van 1893 tot 1906 voerde het Amerikaanse natuurhistorisch museum verschillende expedities uit, waarbij het Washakie-bekken, maar ook het Uinta-bekken in de aangrenzende staat Utah centraal stonden. Vondsten uit de laatste plaats komen van ongeveer dezelfde leeftijd tot de iets jongere Green River-formatie. Tijdens deze expedities kwamen, naast ongeveer een dozijn schedels, schedelfragmenten en onderkaak, talloze delen van het lichaamsskelet aan het licht.
De bevindingen van de United States Geological Survey uit 1940 zijn nog steeds uitstekend, onder andere werd een bijna volledig skelet ontdekt in de buurt van de Henrys Fork en Sage Creek ten noordwesten van Lonetree in Wyoming, dat alleen een achterbeen en een deel van het voorbeen miste, evenals de halswervels. Vanaf de tweede helft van de 20e eeuw werden tal van studies uitgevoerd door het Field Museum of Natural History in Sweetwater County in Wyoming, waarbij minstens elf schedels en schedelfragmenten evenals individuele skeletdelen konden worden gedocumenteerd. De eerste vondst van een relatief pasgeboren dier moet hier ook worden vermeld. Een van de belangrijkste recente vondsten is een bijna complete, nauwelijks verpletterde en vijfenzeventig centimeter lange schedel, die was ingesloten in een groot blok zandsteen en werd gevonden in 1984 in Salazar Butte Quadrangle in Sweetwater County in Wyoming. Later waren er ook resten van het lichaamsskelet, zoals de onderkaak, wervels, ribben en delen van het bekken, die waarschijnlijk allemaal tot hetzelfde individu behoren, op het oorspronkelijke punt van de breukplaats van het blok. Oorspronkelijk alleen beschouwd als een Noord-Amerikaanse wijdverspreide soort, zijn fossielen vaker ontdekt in Oost-Azië sinds het begin van de jaren 1980. Dit omvat een bijna volledige schedel van de Lushi-formatie in de Chinese provincie Henan. Een onderkaak is afkomstig uit de Nomogen in het Erlian-bekken in Binnen-Mongolië, die al in het Onder-Eoceen is ontstaan. Daarentegen kwamen enkele tanden en postcraniale skeletelementen van de Üqbulak-formatie in Xinjiang aan het licht, die op hun beurt dateren uit het Midden-Eoceen. De eerste vondsten van Uintatherium in Oost-Azië, waaronder verschillende gigantische hoektanden, waren al in de jaren 1960 gepubliceerd vanaf de Sinyu-formatie in Jiangxi.

## Paleontologie
Uintatherium had een lichaamsbouw die deed denken aan de huidige neushoorns, maar was minder duidelijk robuust, maar het had ook benen die veel langer waren dan deze, wat ook die van slurfdieren in hun constructie benaderde. De beweging was meer plantigrad (zoolganger) dan bij de huidige olifanten, wat het gevolg is van de eenvoudigere voorvoet en achterpoten. De langwerpige schedel suggereert een vrij diepe hoofdhouding, zodat het achterste deel van het achterhoofdsbeen meer verticaal was. Voor dit doel hechten sterke nekspieren zich aan de achterkant van het hoofd. De typische lophodontische structuur van de kiezen geeft aan dat Uintatherium een herbivoor was die voornamelijk zacht voedsel at (browsing). Dit wordt ook aangegeven door de typische dwarse slijppatronen op de kiezen. Bovendien hadden de tanden een onregelmatige opstelling van het glazuur om hogere belastingen te weerstaan.
Bovendien kunnen de onderste snijtanden zijn gebruikt om het voedsel te plukken, wat wordt vermoed vanwege de vaak zwaar versleten tandvondsten. De afwezigheid van de bovenste snijtanden suggereert op zijn beurt een sterke en lange tong. Het extreem brede bekken, dat in zijn verhoudingen ook doet denken aan dat van slurfdieren, suggereert dat een zeer uitgebreid ontwikkeld achterste darmkanaal werd ontwikkeld in Uintatherium. Dit leidt tot de veronderstelling dat de Uintatheria hun voedsel in de endeldarm konden gebruiken, vergelijkbaar met de huidige onevenhoevigen. Anders is er relatief weinig bekend over de manier van leven. De door pachyostose verdikte lange botten zijn opmerkelijk, maar of dit kan worden gecombineerd met een semi-aquatische levensstijl, waarbij de verdikte botten het drijfvermogen van het lichaam in water moeten compenseren, is onduidelijk.
Uintatherium-fossielen vertonen een duidelijke [[[seksuele dimorfie]]. De hoektanden van mannelijke dieren waren veel meer afgetekend en langer dan die van vrouwelijke dieren. Bovendien misten vrouwtjes de kenmerkende onderbeengroei op de onderkaak. Daarnaast waren de benige hoorns minder helder. De combinatie van hoorns en uitgesproken hoektanden is onbekend bij huidige hoefdieren; dit feit werd voor het eerst vermeld in de vroege jaren 1940. Muskusdieren en waterherten hebben lange bovenhoeken die als wapens worden gebruikt, maar geen gewei. Bij Uintatherium kunnen de hoektanden ook hebben gediend als wapens voor paring of verdediging. Sommige schedels vertonen gebroken hoektanden tijdens hun leven, maar ze vertonen tekenen van slijpsporen en getuigen van verder actief gebruik. De functie van de zes hoorns is ook niet duidelijk; ook hier is het gebruik voor verdediging of uitstalling, evenals ruzie met andere leden van de soort over het voorrecht van paren, acceptabel, vergelijkbaar met de huidige geweidragende hoefdieren.

## Classificatie
Uintatherium is een geslacht van de familie Uintatheriidae. Binnen de familie werd Uintatherium geplaatst in een revisie van de uintatheriums door Walter Wheeler uit 1961 aan de subfamilie Uintatheriinae, die worden gekenmerkt door vertegenwoordigers met een groot lichaam in het algemeen en drie paar benige hoorns en waartoe nog steeds Eobasileus behoort. Oorspronkelijk werd een derde geslacht beschreven met Tetheopsis, een gedeeltelijke herziening uit het jaar 2002 door William D. Turnbull, maar liet de onafhankelijkheid van deze open, omdat ten minste een van de twee soorten die eraan zijn toegewezen identiek is aan Eobasileus. Tegenover de Uintatheriinae staan de Gobiatheriinae, die worden gekenmerkt door de vermindering van de bovenste hoektanden en een neustussenschot dat aan de voorkant is verbeend. Terwijl de status van de Gobiatheriinae als subfamilie werd bevestigd in de herziening van 2002, beschouwen sommige onderzoekers dit als een afzonderlijke familie binnen de Dinocerata vanwege de verschillende tandmorfologieën.
Uintatheriidae worden geplaatst in de orde Dinocerata, waarvan Uintatherium een van de grootste en bekendste vertegenwoordigers is. Deze groep zoogdieren, bekend uit Noord-Amerika en Oost-Azië, was een van de eerste gigantische vormen die zich ontwikkelden na het uitsterven van de dinosauriërs. Een gemeenschappelijk kenmerk van alle Dinocerata is de afwezigheid van de eerste premolaire en de bovenste snijtanden (met uitzondering van de vroegste vertegenwoordigers). De relatie met andere zoogdieren is niet volledig opgehelderd. Een nauwere relatie, gepostuleerd in de vroege jaren 1980, via Pseudictops met de Anagalidae, stamhistorische oerouders, kleine zoogdieren uit Oost-Azië in de buurt van de huidige knaagdieren, bleek verkeerd te zijn. Deze mogelijke relatie werd meestal verondersteld op basis van gemeenschappelijke tandkenmerken, maar vooral de extreem kleine kiezen in relatie tot de lichaamsgrootte bij de uintatheria, maar skeletanatomische onderzoeken weerlegden deze veronderstelling. Tegenwoordig worden de Dinocerata over het algemeen toegewezen aan de uitgebreide, maar heterogene groep hoefdieren, waar ze een zeer originele tak vormen. De Dinocerata is mogelijk nauwer verwant met de Zuid-Amerikaanse hoefdieren (Meridiungulata), zoals de Pyrotheria of de Xenungulata. De naaste familieleden die tegenwoordig leven, zijn misschien de onevenhoevigen, die de vorming van de hoeven delen, de mesaxonische voetpositie (zwaartepunt van de as van de voet loopt door de middelste (derde) balk) en het ontbreken van een diepe groef op het enkelbot voor articulatie met het scheenbeen, wat bijvoorbeeld veel voorkomt in Afrotheria.
Oorspronkelijk omvatte Uintatherium in Noord-Amerika bijna dertig soorten, maar ze werden vermeld onder verschillende generieke namen, zoals Dinoceras, Loxolophodon en Tinoceras. Na een herziening uit 1961 is alleen U. anceps geldig. Deze soort werd voor het eerst beschreven in 1871. Vanwege deels verschillende kenmerken in tandconstructie, wordt U. insperatus deels afgebakend als een onafhankelijk geslacht in Oost-Azië. De naam Uintatherium bestaat uit de naam voor het Uinta-gebergte in het noordoosten van Utah en het zuidwesten van Wyoming en het Griekse woord θήριον (thêrion 'dier').

## Ontdekking en naamgeving
Het onderzoek van Uintatherium heeft een lange en gevarieerde geschiedenis, waarbij talloze verschillende en deels onafhankelijk gemaakte taxonomische namen zijn gebruikt. De ontdekkingen begonnen in de Bridger en Washakie Basins in het zuiden van Wyoming en raakten daarbij in de Cope Marsh-vete, die de paleontologen Othniel Charles Marsh en Edward Drinker Cope uitvochten voor prestigieuze fossielen tijdens de jaren 1870 en 1880. De eerste vondsten van Uintatherium werden ontdekt door Marsh op Sage Creek in het Bridger-bekken in het zuidwesten van Wyoming, en de regio werd hierop opmerkzaam door fossiele vondsten van Joseph Leidy in 1868. In 1871 verwees hij ze echter naar Titanotherium, een naam die oorspronkelijk was toegewezen aan het geslacht Megacerops van de Brontotheriidae-groep. Het was pas in het opvolgende jaar dat Marsh de namen Dinoceras (gebaseerd op een volledige schedel, schouderblad en ribben) en Tinoceras (op basis van een volledige schedel) voor deze nieuwe zoogdiervorm op basis van nieuwe bevindingen vestigde. Hij telde ook die eerste vondsten van 1870 tot Tinoceras, hoewel hij ondertussen ook een positie hiervan binnen de mastodonts overwoog, oorspronkelijke slurfdieren. Zijn publicatie verscheen op 20 augustus 1872. Slechts drie dagen eerder, op 17 augustus, had Cope al een telegrafisch bericht naar de Natural History Academy van Philadelphia (Pennsylvania) gestuurd om zijn tegenstander Marsh ertoe aan te zetten zijn fossielen zo snel mogelijk uit Loxolophodon te publiceren om zuidelijk Wyoming te bereiken. Deze bestonden uit overblijfselen van vijf verschillende individuen, waaronder schedels en postcraniale skeletdelen - zodat ze onmiddellijk daarna in het Palaeontological Bulletin konden worden gepubliceerd. De zender heeft zich echter vergist, waardoor de naam Lefalophodon tot op de dag van vandaag wordt doorgegeven. Ondertussen, op 20 augustus, richtte Cope het geslacht Eobasileus op, gebaseerd op hetzelfde vondstmateriaal, waaraan een deel van het materiaal vandaag wordt geleverd, en pas op 22 augustus corrigeerde hij de naam naar zijn oorspronkelijk beoogde vorm, Loxolophodon. Al op 1 augustus 1872 had Joseph Leidy echter fossielen gepubliceerd die slechts twee weken eerder door hem waren gevonden en een expeditie op Dry Creek (Oklahoma) en Twin Buttes bij Fort Bridger in het Bridger-bekken, waaronder enkele schedelbotten, kiezen en een bovenarmbot, de hij gaf aan het nieuwe geslacht Uintatherium. In die tijd gaf hij ook een gigantische hoektand van dertig centimeter aan Uintamastix, die naar zijn mening nauwer verwant was aan de sabeltandkatten.
Pas nadat de bevindingen waren gepubliceerd, realiseerde Leidy zich voor het eerst in 1873 dat ze dezelfde zoogdiervorm of nauw verwante geslachten hadden beschreven en dat hij moest toegeven dat de gigantische hoektand, die hij voor het eerst aan een grote kat toeschreef, deel uitmaakte van dit bizarre zoogdier. In het begin negeerden Marsh en Cope grotendeels de ontdekking van Leidy van Uintatherium en beide onderzoekers beschouwden de namen die ze elkaar gaven als de namen die geldig waren voor deze nieuwe diersoort en die van de concurrent als synoniemen. Vanwege de regels van de zoölogische nomenclatuur bleek Leidy's beschrijving echter de wetenschappelijk geldige te zijn, omdat deze eerst werd gemaakt. Cope introduceerde zijn ontdekkingen in zijn publicatie van 1000 pagina's omvattende publicatie The Vertebrata of the Tertiary formations of the West, nu bekend als de Cope-bijbel, in 1885. Hier zag hij de vondsten als vroege vertegenwoordigers van de slurfdieren, wat ook werd weerspiegeld in enkele bekende levende reconstructies waarin de dieren werden voorgesteld met slurfdieren. In hetzelfde jaar publiceerde Marsh zijn monografie Dinocerata, een monografie van een uitgestorven orde van gigantische zoogdieren over zijn vondsten, waarin hij ze verwees naar de groep Dinocerata, een naam die nog steeds geldig is, zelfs als de werkelijke generieke naam Dinoceras slechts een synoniem is voor Uintatherium. Hij creëerde echter al de term Dinocerata in 1873. Pas na het einde van de vete van Cope-Marsh en de dood van de twee onderzoekers aan het einde van de 19e eeuw was het voorbehouden aan een nieuwe generatie onderzoekers om de talrijke fossielen nauwkeurig te classificeren. De onderstaande tabel toont alle Uintatherium-vormen die in de eerste publicaties tussen 1870 en 1873 zijn beschreven, ongeveer een dozijn nieuw beschreven vormen volgden tot 1885, die voornamelijk door Marsh werden vastgesteld.
| Taxon                                             | Auteur | Jaar van de omschrijving | Type-exemplaar                         | Vondsten                            | Vindplaats                                      |
| ------------------------------------------------- | ------ | ------------------------ | -------------------------------------- | ----------------------------------- | ----------------------------------------------- |
| Titanotherium? anceps                             | Marsh  | 1871                     | YPM 11030                              | schedel, wervel, pijpbeen           | Sage Creek, Bridger-Becken (Wyoming)            |
| Uintatherium robustum                             | Leidy  | 1872                     | ANSP 12607, 12609–126013, 12619, 12622 | schedel- en onderkaakfragmenten     | Twin Buttes, Bridger-Becken (Wyoming)           |
| Uintatherium (Uintamastix) atrox                  | Leidy  | 1872                     | ANSP 12606, 12608                      | bovenkaakhoektand, premolaren       | Dry Creek, Bridger-Becken (Wyoming)             |
| Loxolophodon furcatus ("Lefalophodon bifurcatus") | Cope   | 1872                     | AMNH 5045                              | schedel                             | Haystack Mountain, (Wyoming)                    |
| Loxolophodon pressicornis                         | Cope   | 1872                     | AMNH 5042 (Nr. 3), 5043                | schedel, pijpbeen                   | Haystack Mountain, (Wyoming)                    |
| Tinoceras grande                                  | Marsh  | 1872                     | YPM 11040                              | schedel, hals- en rugwervel         | Barrel Springs, Washakie-Becken (Wyoming)       |
| Dinoceras mirabile                                | Marsh  | 1872                     | YPM 11036                              | schedel, hals-, rug- en lendewervel | Big Bone Buttes, Bridger-Becken (Wyoming)       |
| Dinoceras (Tinoceras) lacustre                    | Marsh  | 1872                     | YPM 11037                              | schedel                             | Bitter Creek, Washakie-Becken (Wyoming)         |
| Dinoceras lucare                                  | Marsh  | 1873                     | YPM 11038                              | schedel                             | Big Bone Buttes, Bridger-Becken (Wyoming)       |
| Dinoceras laticeps                                | Marsh  | 1873                     | YPM 11039                              | schedel                             | Spanish John’s Meadow, Bridger-Becken (Wyoming) |